# Tupolew Tu-334
Die Tupolew Tu-334 war ein Projekt eines Passagierflugzeugs des russischen Herstellers Tupolew. Es war als Nachfolgemodell für die Tupolew Tu-134 gedacht und als Tiefdecker mit einem sehr kurzen Fahrwerk ausgelegt. Das Leitwerk besaß T-Form. Die beiden Triebwerke waren seitlich am Heck angebracht.
Mit dem Zusammenschluss der russischen Flugzeugproduzenten zur United Aircraft Corporation im Jahr 2009 wurde das Projekt zugunsten anderer Entwicklungen eingestellt.

## Geschichte
Die Entwicklung der Tu-334 wurde Anfang der 1990er Jahre unter der Leitung von Igor Kolygin aufgenommen. Das ursprüngliche Konzept, nämlich eine Flugzeugfamilie zu entwickeln, also eine „verkleinerte“ Tu-204 unter Übernahme desselben Rumpfquerschnitts und so vieler Komponenten wie möglich, wurde verändert, um einen damals vermeintlich zukunftsträchtigen Propfan-Antrieb anbieten zu können. Aus diesem Grund wurden die Triebwerke ans Heck verschoben und ein T-Leitwerk verwendet. Der erste Prototyp, zu diesem Zeitpunkt noch wenig mehr als eine Attrappe ohne Systeme und sonstige Ausstattung, wurde im August 1995 auf der Moskauer Flugzeugschau der Weltöffentlichkeit vorgestellt. Der Erstflug des Prototyps erfolgte am 8. Februar 1999.
Durch die schwierigen wirtschaftlichen Verhältnisse in Russland nach dem Zusammenbruch der Sowjetunion kam das Projekt weiter ins Stocken. Erst am 30. Dezember 2003 erhielt die Tu-334 ihre Typenzulassung. In der Zwischenzeit hatte gemäß einem Rückblick in der Nowaja gaseta „überraschend“ und trotz eines bestehenden staatlichen Programms („Entwicklung der russischen Zivilluftfahrttechnologie für den Zeitraum 2002–2010“), ein Wettbewerb für ein regionales Zivilflugzeug stattgefunden. Trotz des festen Platzes, den die Tu-334 im staatlichen Programm bisher eingenommen hatte, wurde der Wettbewerb vom „aus dem Nichts“ auftauchenden Vorschlag von Suchoi gewonnen, der stark auf Kooperation mit westlichen Herstellern setzte.
Die Serienproduktion hätte nach der Planung während der Typenzulassung im Jahr 2007 beginnen sollen. Bis Dezember 2006 hatten 55 Festbestellungen von 7 Fluggesellschaften sowie zahlreiche Absichtserklärungen für die Tu-334 vorgelegen. Im November 2007 ging eine Bestellung für 6 Tu-334 (davon 4 mit VIP-Interieur) für die Flotte der russischen Regierungsflugzeuge ein. Diese sollten die älteren Maschinen der Typen Iljuschin Il-62 und Tupolew Tu-154 ablösen. Laut Medien hätte sich Präsident Putin persönlich für die Tu-334 ausgesprochen, weil es sich bei der Suchoi zu wenig um ein russisches Flugzeug gehandelt hätte.
Die russische Regierung stand darüber hinaus mit dem Iran in Verhandlungen über eine mögliche Lizenzfertigung der Tu-334 und Tu-204/214 im Iran. Die Pläne hatten vorgesehen, im Jahr 2011 mit der Produktion zu beginnen. Nach einigen Absichtserklärungen Ende 2007 und Anfang 2008 gab es hierzu jedoch vor der Einstellung der Tu-334-Projekts keine weiteren Mitteilungen.
Noch Ende 2008 erklärte der Hersteller Tupolew, dass insgesamt etwa einhundert Fluggesellschaften Interesse an der Tu-334 bekundet hätten; am 31. Juli 2008 gab Tupolew-Chef Sergej Iljuschenkow bekannt, dass die Serienproduktion spätestens im Januar 2009 aufgenommen werden sollte. Auch dieser Termin verstrich, ohne dass Fortschritte bei der Vorbereitung der Serienfertigung vermeldet wurden.
Im Laufe des Jahres 2009 wurden die russischen Flugzeughersteller unter dem Dach der United Aircraft Corporation zusammengefasst, mit dem Ziel, die russische Luftfahrtindustrie international wettbewerbsfähig zu machen. Im Zuge dieser Gründung wurden sämtliche bestehenden und projektierten Flugzeugprogramme auf ihr Potenzial hin untersucht. Zu diesem Zeitpunkt lag das Tu-334-Programm mehrere Jahre hinter dem ursprünglichen Zeitplan zurück: es waren bereits zehn Jahre seit dem Erstflug der Tu-334 vergangen und bis dato nur zwei flugtüchtige Exemplare fertiggestellt. Im August 2009 wurde, während eine Tu-334 auf der MAKS in Moskau dem Publikum gezeigt wurde, bekannt, dass das Tu-334-Projekt eingestellt wurde. Den Vorzug erhielten in dieser Größenklasse die Antonow An-148 und die Suchoi Superjet 100, für die bessere Absatzchancen erwartet wurden. Dennoch wurde auch im Jahr 2018 nochmals von einem definitiven Ende geschrieben: Mit der absehbaren Unterstützung der Entwicklung einer russifizierten Version der Suchoi Superjet mit 75 Plätzen im Frühjahr 2018 würde ein Verkauf der Tu-334 nochmals unwahrscheinlicher; im Flugzeug von Suchoi sollten möglichst viele westliche Komponenten inklusive der Triebwerke ersetzt werden. Gleichzeitig bedeuteten die Triebwerke der Tu-334 ein großes Problem, da sie vom ukrainischen Hersteller Motor Sitsch stammten.

## Versionen
Geplant waren die folgenden Versionen:
- Tu-334-100 – Basisversion
- Tu-334-100D – Version mit höherem Startgewicht und größerer Reichweite
- Tu-334-120D – mit Rolls-Royce BR715 ausgestattete Version der Tu-334-100D
- Tu-334-200 – (auch Tu-354) gestreckte Kurzstreckenversion mit 2.200 km Reichweite
- Tu-334-220 – mit Rolls-Royce BR715 ausgestattete Version der Tu-334-200/Tu-354

## Technische Daten
| Kenngröße               | Tu-334-100         | Tu-334-100D        | Tu-334-120D             | Tu-334-200 (Tu-354) | Tu-334-220 (Tu-354)     |
| ----------------------- | ------------------ | ------------------ | ----------------------- | ------------------- | ----------------------- |
| Cockpit-Besatzung       | 2                  | 2                  | 2                       | 2                   | 2                       |
| max. Passagierkapazität | 102                | 102                | 102                     | 126                 | 126                     |
| Länge                   | 31,26 m            | 31,26 m            | 31,26 m                 | 35 m                | 35 m                    |
| Spannweite              | 29,7 m             | 32,61 m            | 32,61 m                 | 32,61 m             | 32,61 m                 |
| Höhe                    | 9,38 m             | 9,38 m             | 9,38 m                  | 9,38 m              | 9,38 m                  |
| Flügelfläche            | 83,2 m²            | 100 m²             | 100 m²                  | 100 m²              | 100 m²                  |
| Flügelstreckung         | 10,6               | 10,6               | 10,6                    | 10,6                | 10,6                    |
| Flügelpfeilung          | 24,0°              | 24,0°              | 24,0°                   | 24,0°               | 24,0°                   |
| Leermasse               | 28.950 kg          | 31.920 kg          | 32.320 kg               | 33.975 kg           | 34.325 kg               |
| max. Startmasse         | 47.900 kg          | 54.420 kg          | 53.750 kg               | 54.470 kg           | 54.800 kg               |
| Reisegeschwindigkeit    | 820 km/h           | 820 km/h           | 820 km/h                | 820 km/h            | 820 km/h                |
| Dienstgipfelhöhe        | 11.100 m           | 11.100 m           | 11.100 m                | 11.100 m            | 11.100 m                |
| ø Reichweite            | 3.150 km           | 4.100 km           | 4.100 km                | 2.200 km            | 2.200 km                |
| Triebwerke              | 2× Progress D436Т1 | 2× Progress D436T2 | 2× Rolls-Royce BR715-56 | 2× Progress D436T2  | 2× Rolls-Royce BR715-56 |